# Jazzmusiker in Deutschland
Jazzmusiker in Deutschland spielen häufig nicht nur Jazz, aber der Jazz stellt für ihr Wirken eine wichtige Grundlage dar. Jazzmusiker spielen im gesellschaftlichen Kulturleben Deutschlands nur eine marginale, untergeordnete Rolle. Anerkennung finden sie heute eher als Lehrer für Nachwuchsmusiker als auf der Bühne. Während hier die berufliche Situation von Jazzmusikern in Deutschland behandelt wird, wird die geschichtliche Entwicklung im Hauptartikel Jazz in Deutschland behandelt.

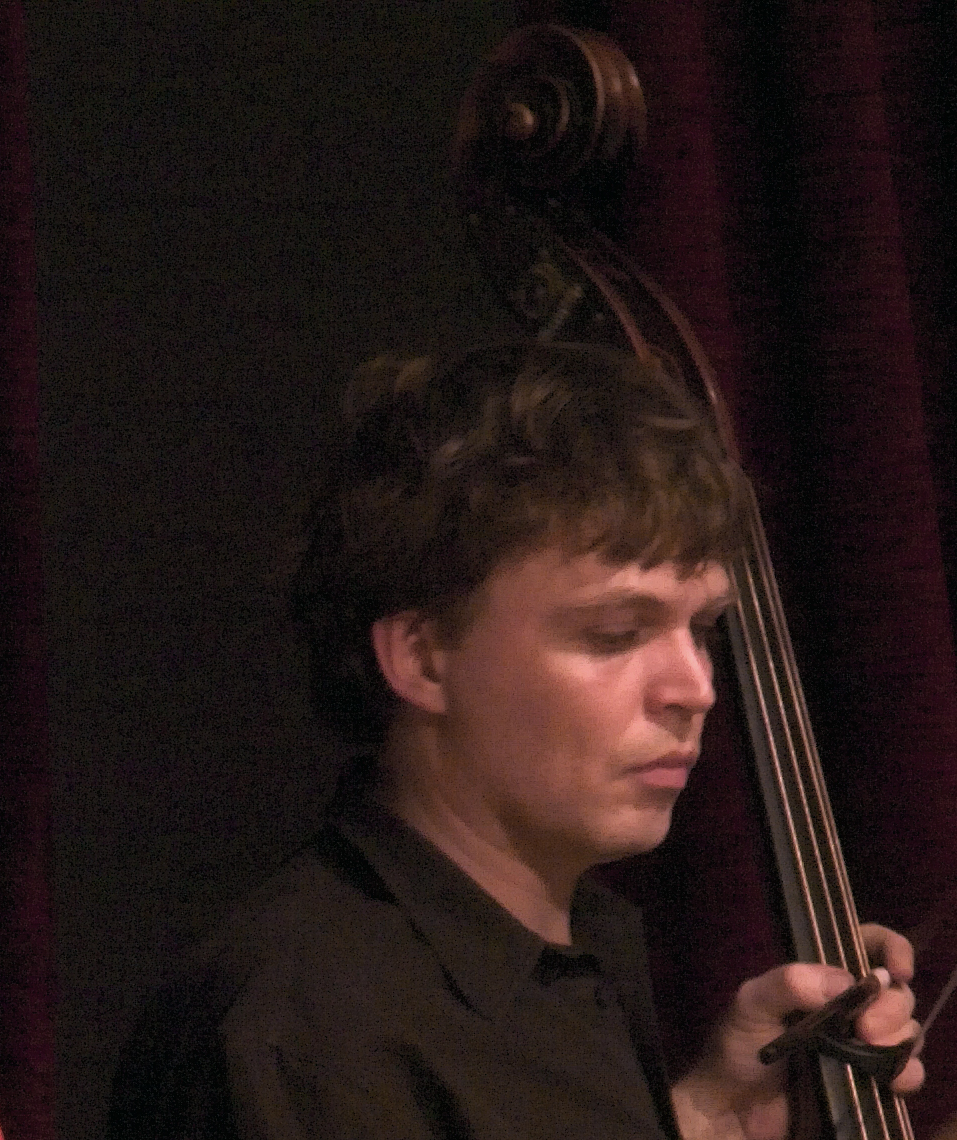
Sebastian Gramss

## Weimarer Republik
Bereits in den zwanziger Jahren spielten neben Jazzgruppen aus den USA und England die Bands von Eric Borchard oder Julian Fuhs wie Stefan Weintraubs Syncopators Jazz. Zu den Syncopators gehörten ebenso Franz Waxman, der später in Hollywood Karriere machen sollte, wie Friedrich Hollaender, der in der Gruppe als Pianist fungierte. „Die wenigsten Musiker …, die in den 1920er Jahren den Jazz für sich entdeckten, taten dies gezielt. Jazzmusiker war keine Karriereoptionen für einen Musikstudenten jener Zeit.“ Für damalige Tanzmusiker gehörten allerdings Jazztänze und „jazzigere Gigs“ ebenso „zum Handwerkszeug … wie man Walzer oder Tango spielen können musste.“
Bereits 1925 erschien mit Alfred Baresels Jazz-Buch der erste Ratgeber für Tanzmusiker als „Anleitung zum Spielen, Improvisieren und Komponieren moderner Tanzstücke“ im Jazz-Idiom und erreichte innerhalb Jahresfrist vier Auflagen. Ende der 1920er lassen sich erstmals in einem größeren Umfang Musiker in Deutschland feststellen, die jazzig spielen können, auch wenn zunächst die meisten Musiker in den Bands noch ungeübt in der Improvisation waren und nur wenige gute „Hot-Solisten“ zur Verfügung standen. Erst ab Beginn der 1930er Jahre stieg „das Niveau auch der solistischen Parts in den Aufnnahmen“. Es begann – auch in Deutschland – die Zeit swingender Tanzorchester.  Zunächst spielte sich das Meiste in der Metropole Berlin ab. Doch auch in anderen Großstädten wie Hamburg, München, Köln, Leipzig, Frankfurt oder Essen, aber selbst in Baden-Baden waren Hot-Jazz-Tänze und Swing in Tanzcafés oder in Varietés zu hören. Für junge, jazzbegeisterte Musiker wie Willy Berking oder Freddie Brocksieper ergab sich daraus die Möglichkeit, in den Tanzorchestern auch Jazzimprovisationen zu spielen.
1928 startete Bernhard Sekles die Initiative, eine Jazzklasse am Dr. Hoch’s Konservatorium in Frankfurt am Main einzurichten, weltweit die erste an einer Musikhochschule oder Universität. Nicht nur der Frankfurter Tonkünstlerbund wandte sich gegen diese Initiative, sondern sie beschäftigte auch die Öffentlichkeit und den Preußischen Landtag. 1928/29 studierten bereits 19 Studenten das neue Fach. Der an der benachbarten Frankfurter Universität lehrende Theodor W. Adorno rechtfertigte die Ausbildung der jungen Musiker, da diese zum Teil gezwungen seien, sich mit Unterhaltungsmusik den Lebensunterhalt zu verdienen, dabei sei „einer solchen Gebrauchsmusik der Vorzug zu geben […], die sauber und phantasievoll vorgebracht wird. [Darüber hinaus sei] die Jazzschule zu begrüßen als ein Mittel der Emanzipation der Akzente vom guten Taktteil.“ ( ) Ab 1930 gab zudem das Berliner Musikhaus Alberti das Musik-Echo: Zeitschrift für Melodie und Rhythmus heraus, das sich vor allem an Musiker, Arrangeure und Bandleader richtete und nützliche Hinweise für die Instrumentierung und Orchestrierung, aber auch zur Improvisation gab.

## 1933–1945
Mit der Machtergreifung Hitlers 1933 wird der Jazz zur sogenannten entarteten Musik erklärt. Jüdische Musiker, beispielsweise Rudi Anhang, aber auch Musiker mit jüdischen Wurzeln wie Hans Berry mit einem jüdischen Großvater wurden diskriminiert und verfolgt Die Weintraubs Syncopators konnten nur noch im Ausland auftreten. Die Jazzklasse des Hochschen Konservatoriums in Frankfurt am Main wurde aufgelöst. Ab 1935 waren Jazz-Sendungen im deutschen Rundfunk untersagt. Die durch die Ächtung der sogenannten „entarteten Nigger-Musik“ entstandene Lücke in der populären Musik wussten etliche Bands insbesondere in den Großstädten Berlin und Hamburg gewitzt zu nutzen, indem sie wie etwa Teddy Stauffer die Stücke mit deutschen Titeln versahen und so der Aufsicht durch Polizei bzw. SA zu entgehen suchten. „Der Blick der Kontrolleure richtete sich neben dem »Wer« vor allem auf das »Was« und auf das »Wie, also auf das Repertoire und auf das Auftreten der Band.«“
Neben zahlreichen Tanzmusikprofis gab es bereits einige Musiker, insbesondere in Berlin, „die sich in Qualität und swing auf der Höhe ihrer amerikanischen Kollegen befanden.“ Trotz eines Spagats, der darin bestand, „Jazz à la Swing zu spielen und doch die Reichsmusikkammer nicht zu sehr herauszufordern“, gelang es somit den Orchestern, denen sie angehörten, auf der Höhe der Zeit zu sein: Technisch stimmte vieles, auch wenn in den Großformationen Timing und Dynamik noch verbesserungswürdig waren. Eine dieser Formationen war etwa die von Erhard Bauschke (der 1935 das Ensemble von James Kok übernahm, nachdem dieser aus rassistischen Gründen Berufsverbot erhielt). Insbesondere am späten Abend, wenn es kaum noch zu Kontrollen der Reichsmusikkammer kam, war es in Lokalen wie dem Moka Efti möglich, Jazztitel authentisch darzubieten. Spätestens nach Beginn des Zweiten Weltkriegs forderte das NS-Regime noch schärfer das Einhalten kultureller Sittenregeln; Tanzveranstaltungen wurden verboten. Werke, die dem „nationalen Empfinden“ widersprachen, durften nicht mehr aufgeführt werden. Im November 1941 wurde sogar untersagt, Stücke „feindlicher Komponisten“ zu spielen.
Nur in wenigen Bands wurden noch reine Jazzprogramme gespielt, insbesondere in der Goldenen Sieben und im Orchester von Kurt Widmann; auch in der Truppenbetreuung war es etwa der Band von Heinz Wehner möglich, wenigstens teilweise ein entsprechendes Repertoire zu pflegen. Damit wurden die Arbeitsmöglichkeiten für Musiker, die zunächst Jazz spielen wollten, immer geringer. Sie waren, sofern sie nicht selbst zum Kriegsdienst einberufen wurden, einerseits von den neuesten internationalen Entwicklungen abgeschnitten und andererseits mussten sie jederzeit Zensur und Gestapo fürchten. In Einzelfällen wurden sie selbst zu Propagandazwecken (Charlie and His Orchestra) missbraucht. Nur wenige Musiker wie etwa Ernst Höllerhagen gingen damals aus politischen Gründen bewusst ins Ausland. Jugendliche Spieler wurden ebenso wie Fans als sog. Swingjugend in den Untergrund abgedrängt, wie es beispielhaft die Erfahrungen von Emil Mangelsdorff verdeutlichen.

## Westzonen und alte Bundesrepublik

### 1945–1960

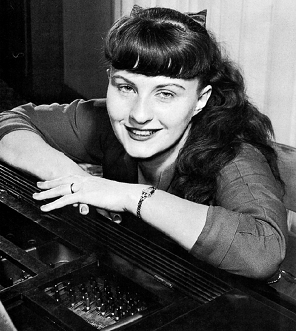
Jutta Hipp

Nach der Befreiung von der NS-Diktatur bringen die westlichen „Besatzungsmächte“, insbesondere die US-Amerikaner Swing und Rhythmn & Blues mit nach Deutschland. Der Frankfurter Hot-Club um Carlo Bohländer, Horst Lippmann und Emil Mangelsdorff gehörte genauso wie etwa der blinde Pianist und Sänger Wolfgang Sauer aus Wuppertal oder Kurt Widmann in Berlin zu den Jazzern der "Stunde Null". Ihnen und weiteren Jazzmusikern boten sich ab 1945 in Deutschland zahlreiche Arbeitsmöglichkeiten in den Clubs der US- und der britischen Armee. Auch das deutsche Publikum zeigte sich teilweise wieder an Jazzmusik interessiert. Besonders in der amerikanischen Besatzungszone (mit Frankfurt am Main und München als Zentren) war es nun für einen Teil der Musiker möglich, ausschließlich von Jazz zu leben. Bei einigen Radiosendern waren zudem Bigbands unter Vertrag (beispielsweise die von Kurt Edelhagen in Baden-Baden bzw. Köln oder die von Erwin Lehn in Stuttgart). Allerdings konnte hier in der Regel keineswegs nur Jazz gespielt werden, sondern die Bands hatten die Funktion von Tanz- und Unterhaltungsorchestern und spielten daher auch Schlager und ähnliches. Seit den späten 1950ern entschloss sich – vorrangig aus ökonomischen Gründen – ein Teil der in solchen Bands beschäftigten Jazzmusiker, wie etwa der als Jazzbassist mehrfach ausgezeichnete Hans bzw. James Last, ausschließlich Easy-Listening-Musik zu spielen oder sie wechselten wie der Posaunist Ernst Mosch sogar ins sog. Volksmusiklager. Andere wie zum Beispiel Johannes Rediske verlegten sich auf die Arbeit als Filmmusiker.
Bereits zu dieser Zeit begann eine Internationalisierung der (westdeutschen) Szene. Deutsche und Amerikaner kamen regelmäßig zu Jamsessions zusammen; hierbei hatten Jazzkeller (wie das domicile du jazz von Carlo Bohländer in Frankfurt oder das von Fritz Rau in Heidelberg gegründete Cave 54) eine wichtige Funktion. Allerdings entstanden in dieser Zeit kaum dauerhafte Gruppen, in denen Amerikaner und Deutsche zusammen spielten. Es kam aber zu einem musikalischen Transfer, wobei die meisten Musiker damals das Spiel der US-Amerikaner als vorbildlich ansahen und z. T. nachahmten. Der in Ungarn geborene Attila Zoller und der Österreicher Hans Koller haben damals prägende, erfolgreiche Jahre in Deutschland, insbesondere in Frankfurt, erlebt. Auch der in Bosnien geborene Dusko Goykovich hat sich nach „Gesellenjahren“ in den USA dauerhaft in Deutschland niedergelassen.

### 1960–1990
Seit den 1960ern fanden ausländische Musiker wie Herb Geller, Don Menza, Leo Wright, Wilton Gaynair, Jimmy Woode, Peter Herbolzheimer oder Ack van Rooyen langfristig in der Bundesrepublik Arbeit, vor allem in den sich zu Bigbands entwickelnden Tanzorchestern der Rundfunkanstalten. Zu dieser Zeit begannen die Europäer auch selbstbewusster zu werden und aufbauend auf einer Rückbesinnung auf die eigene musikalische Kultur eigenständiger zu spielen. Hier ist aus der alten Bundesrepublik zuallererst das zunächst noch dem Hardbop verpflichtete Albert-Mangelsdorff-Quintett zu nennen. Um Gunter Hampel, Manfred Schoof und Alexander von Schlippenbach entstanden erstmals Gruppen mit Musikern, die als Voraussetzung eine Hochschulausbildung in Musik hatten und sich z. T. auch in serieller Kompositionstechnik auskannten. Das war eine der Voraussetzungen für einen eigenständigen, (west)europäischen Zugang zum Free Jazz.
Obwohl bis Mitte der 1960er Jahre die Gastspiele innovativer Gruppen wie des Gunter Hampel Ensembles in Jazzclubs auch mittelgroßer Städte, wie z. B. Wuppertal, manchmal eine Woche dauerten, konnten viele Musiker aber teilweise nicht alleine von dieser Musik leben, sondern mussten auch in kommerzielleren Bands arbeiten. Selbst die Musiker des Mangelsdorff-Quintetts, der damals neben dem Klaus-Doldinger-Quartett erfolgreichsten deutschen Jazzcombo, benötigten den Zusatzverdienst als Musiker des Jazzensembles des Hessischen Rundfunks. Auch der seit Mitte der 1960er Jahre (u. a. bei Wolfgang Dauner) gut beschäftigte Bassist Eberhard Weber war bis 1972 nur ein „Halb-Profi“ und auf die Arbeit in einer Stuttgarter Filmfirma angewiesen. Durch die Einrichtung der Künstlersozialkasse verbesserte sich seit 1983 die Möglichkeit der Kranken- und Rentenversicherung. Seit 1973 bemühte sich auch die quasi-gewerkschaftliche Union Deutscher Jazzmusiker um bessere Arbeitsbedingungen. 1981 verdienten nur 11 % der Jazzmusiker in Frankfurt am Main mehr als 2000 DM, 14 % hatten ein Einkommen als Musiker zwischen 1000 und 2000 DM und 61 % der Musiker verdienten weniger als 500 DM monatlich mit ihren Auftritten. Der Konzertveranstalter Fritz Rau fasste es so zusammen: „Wer Jazzmusiker sein will, legt ein Gelübde der materiellen Bescheidenheit ab.“
Für Jazzmusikerinnen waren die Auftrittsmöglichkeiten noch schlechter; einige von ihnen gründeten 1984 das Jazzorchester Reichlich weiblich, um zu Gigs mit professionellem Anspruch und guter Entlohnung zu kommen.
Bereits Ende der 1950er Jahre gab es an der Musikhochschule Köln erste Jazzkurse, die dafür sorgten, dass für klassische Musikstudenten Jazz keine „Geheimwissenschaft“ mehr blieb. In den 1970er Jahren setzte sich bei den Nachwuchsmusikern im Jazzbereich die schulmäßige Aneignung des Jazz durch. Der jährliche Sommerkurs an der Akademie Remscheid war bei den jungen Jazzmusikern sehr beliebt. Es gibt kaum einen professionellen Jazzmusiker der Geburtenjahrgänge 1940–1960, der nicht an diesem Kurs als Schüler oder Lehrer teilgenommen hätte. Erst in den 80er Jahren entwickelte sich aber eine akzeptable Infrastruktur, so dass damals vermehrt Jazzmusiker von ihrer Musik leben konnten.

## Sowjetische Zone und Deutsche Demokratische Republik

### 1945–1960
Unmittelbar nach Ende des Zweiten Weltkrieges hatte es in der sowjetischen Besatzungszone ebenso wie in den Westzonen einen kleinen Jazz-Boom gegeben. Als eine von den Nazis diffamierte und unterdrückte Musik stand der Jazz zunächst für die positive Tendenz musikalischer Entwicklung. Die Schallplattenfirma Amiga veröffentlichte ab 1947 eine Vielzahl von jazzigen und swingorientierten Tanzmusikproduktionen. An ihnen waren Musiker aus allen Besatzungszonen beteiligt. Das Radio Berlin Tanzorchester, zunächst unter Leitung seines Gründers Michael Jary, später unter der von Horst Kudritzki, spielte im Stil der führenden Big Bands. Rolf Kühn, damals noch Mitglied des Rundfunkorchesters Leipzig (unter Leitung von Kurt Henkels), gehörte zu den Ersten, die sich mit dem Bebop auseinandersetzten.
Die Ausweitung des Kalten Krieges und der Stalinismus brachten allerdings die Jazzaktivitäten der Musiker in der DDR weitgehend zum Erliegen. Dies besserte sich erst in der Tauwetter-Periode, wo Jazzclubs gegründet und Konzertmöglichkeiten geschaffen wurden – wenn auch nicht in der gleichen Ausprägung wie in Polen oder der Tschechoslowakei.

### 1960–1990

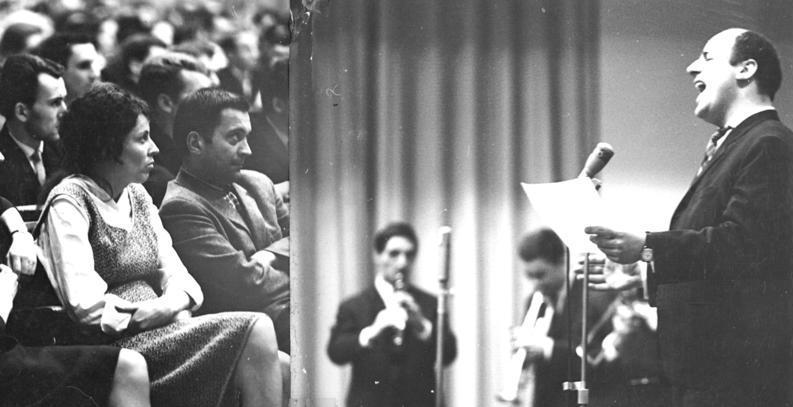
Ausverkaufter Jazzabend mit Manfred Krug und den Jazz Optimisten Berlin am 26. März 1963 in der Berliner Humboldt-Universität.

Anders als im Westen kam es kaum zur Begegnung mit amerikanischen Kollegen. Vielmehr war der Rundfunk, insbesondere die Voice of America, für die Musiker der Hauptinformant über die aktuellen Entwicklungen im internationalen Jazz. Vor diesem Hintergrund Stellung zu beziehen und sich selbst als Teil der großen Jazzgeschichte zu begreifen, die man vor allem vom Hören und vom Hörensagen kennt, ist eine grundsätzlich andere Sozialisation, als sie die Musiker im Westen genossen hatten. Zudem mussten sich die Musiker vor dem Auftritt staatlich registrieren lassen, um anerkannt zu werden. Sie waren mit dieser Spielerlaubnis aber auch sozialversichert. Professionelle Musiker mussten seit den 1960er Jahren akademisch ausgebildet sein und nach der „Anordnung über die Ausübung von Tanz- und Unterhaltungsmusik“ von 1964 mussten alle professionellen Musiker im Besitz eines Berufsausweises sein. Voraussetzung für dessen Erwerb war in der Regel ein erfolgreich abgeschlossenes Studium an Konservatorien oder Musikhochschulen, an denen teilweise – anders als in der Bundesrepublik – Tanzmusik-Klassen eingerichtet wurden. Die DDR-Kulturbürokratie hatte Organisationsprobleme mit den auf sie „chaotisch wirkenden und schwer einzuordnenden Jazzmusikern“. In den 1970er Jahren wurde eine „Sektion Jazz bei der Generaldirektion des Komitees für Unterhaltungskunst der Deutschen Demokratischen Republik“ gegründet, die einerseits versuchte, die Musiker zu reglementieren, sie andererseits aber auch finanziell unterstützte.
Für den Musikwissenschaftler Ekkehard Jost war „der vergleichsweise hohe instrumentaltechnische und musiktheoretische Standard der Jazzmusiker in der DDR“ ein auffälliges Ergebnis dieser Formalausbildung. Das Manfred Ludwig Sextett war in den frühen 1960er Jahren die einzige Gruppe des Modern Jazz in der DDR. Diese Combo musste nach 1966, als sich die Kulturpolitik wieder veränderte und vereinzelt sogar Auftrittsverbote erteilt wurden (wie für Ruth Hohmann), allerdings zunehmend Tanzmusik spielen. Abgesehen vom Joachim-Kühn-Trio gab es bis in die frühen 1970er Jahre keine Musiker, die sich ihren Lebensunterhalt ausschließlich oder überwiegend durch Jazzaktivitäten verdienen konnten. Die Jazzpraxis vollzog sich, vereinfachend gesagt, entweder in Tanzmusikbands, die nebenbei oder aber als Freizeitaktivität Jazz betrieben. So spielte der klassische Orchestermusiker Dietrich Unkrodt nebenbei als Tubist in Oldtime Jazzbands. Im Sinne einer konsequenten Durchdringung des Jazz und einer eigenständigen Weiterentwicklung stand diese „vorherrschende Amateur-Jazztätigkeit“ nach einer Analyse des Jazzjournalisten Rolf Reichelt „einer Qualitätssteigerung des Jazz in der DDR lange im Wege. Die Gründung von kontinuierlich probenden und auftretenden Ensembles war nicht möglich, da die Terminplanungen von in unterschiedlichen Gruppen tätigen Musikern nur schwer abzustimmen waren“.

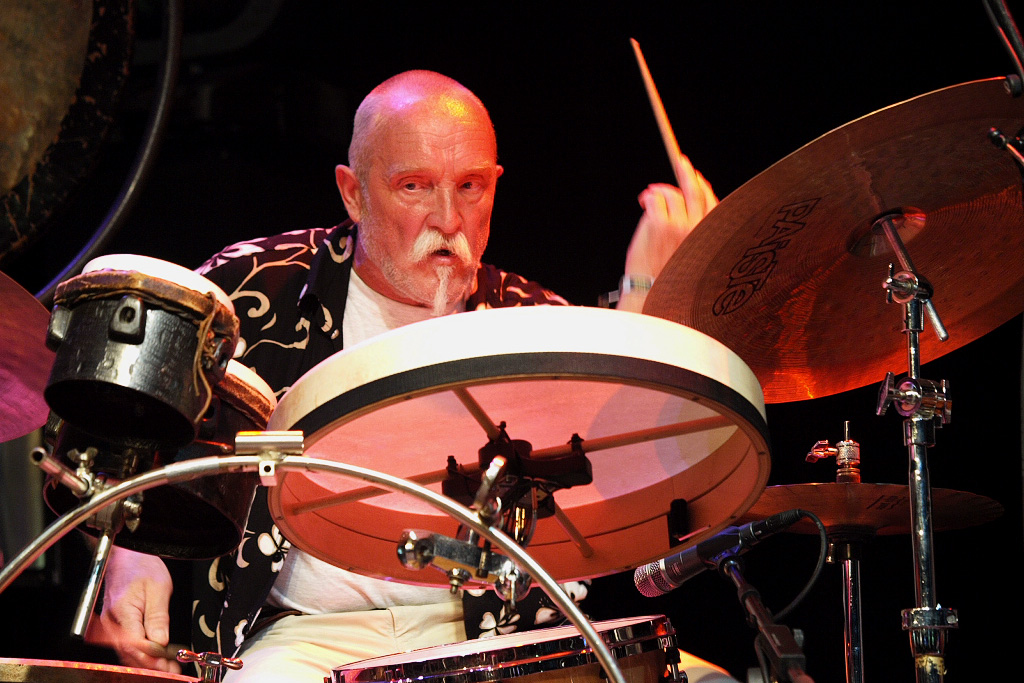
Günter „Baby“ Sommer

Eine Ausnahme stellte das Trio von Friedhelm Schönfeld dar, das ebenso wie Manfred Schulze ab 1966 den Weg in den freien Jazz fand. Den Mitgliedern des Trios „war das Nachspielen von Vorbildern nicht genug;“ sie wollten mit ihrer Musik „zu etwas wirklich Eigenem gelangen.“ Einzelne Musiker der Modern Soul Band gelangten etwas später über den Jazzrock zum freien Spiel und schlossen sich 1973 mit Ernst-Ludwig Petrowsky und dem von Schönfeld kommenden Günter „Baby“ Sommer zur Gruppe Synopsis und zur Gumpert Workshop Band zusammen. Sie zeigten, dass eine eigenständige Annäherung an die jazzhistorische Entwicklung auch in der DDR möglich war. Gefördert durch die DDR-Kulturpolitik, spielten diese Musiker ab den 1970er Jahren auch auf Betriebsfeiern. Sie konnten ab 1978 unter bestimmten Bedingungen auch zu Tourneen ins „westliche Ausland“ reisen und in gemischten Gruppen mit Musikern aus anderen Ländern zusammenspielen, wobei bei einer Begegnung von ost- und westdeutschen Musikern in der DDR immer mindestens ein ausländischer Musiker in dem Projekt oder der Band mitzuspielen hatte. Im Mittel wurden den westlichen Jazzmusikern damals 400 Mark-Ost pro Konzert gezahlt. Für die bundesrepublikanischen Jazzmusiker war eine Tour in der DDR insofern attraktiv, da die Musiker zusätzlich zu der DDR-Gage, für die man in der DDR Waren kaufen konnte, auch noch einen finanziellen Ausgleich in DM vom Bundesministerium für innerdeutsche Beziehungen erhielten, der 60 % der Gage betrug. Andererseits durften auch einige Jazzmusiker der DDR im westlichen Ausland auftreten. Sie erhielten für ihre Arbeit im Ausland Devisen, die zu 70 % bei der Künstler-Agentur der DDR in Mark der DDR umgetauscht werden mussten; 30 % der Devisen konnten sie behalten.

## Seit den 1990er Jahren

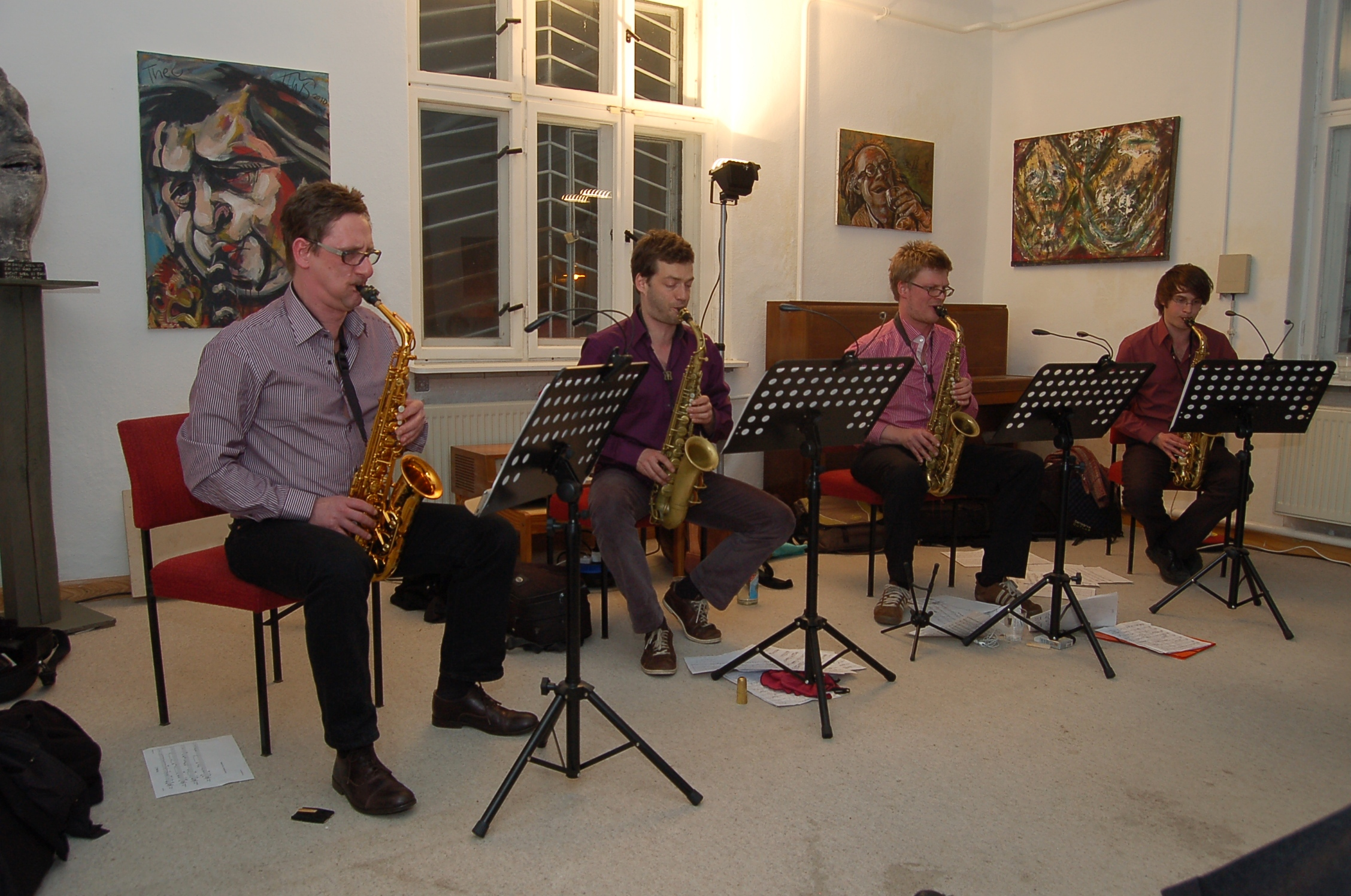
FO(U)R ALTO mit Frank Gratkowski, Christian Weidner, Benjamin Weidekamp und Florian Bergmann im „Kulturknastfenster“ in Brüel (2011)

Seit den 90er Jahren haben sich aktuell die Hör- und Konzertbedingungen auch für Jazz stark verändert: Eventkultur heißt das Stichwort, welches die Arbeitsmöglichkeiten für Jazzmusiker seither stark einschränkt. Ein Großteil des Geldes, das früher in die ständigen Konzertreihen floss, kommt heute den Großereignissen und Festivals zugute. Auch bleibt das ältere und engagierte Publikum der 1970er Jahre den kleinen Veranstaltungen fern. Die Möglichkeit, sich Musik per Mausklick aus dem Internet herunterzuladen, führt insbesondere bei der jüngeren Hörergeneration zu einer gänzlich neuen Rezeptionskultur, der sich live spielende Jazzmusiker nur sehr bedingt anschließen können. Insbesondere den Musikern der mittleren Generation fehlt es an wirksamen Vermarktungsstrategien.
„Konzerte werden nicht mehr per se als Ereignis gesehen, die CD-Regale der Jazzliebhaber sind derart prall gefüllt, dass der Hang zur Auffüllung zuletzt bedrohlich abgenommen hat. Vor allem aber besteht ein schleichend wachsendes Informationsdefizit“ (Volker Dobbestein), dem am besten marketingaffin ausgebildeten Musiker der jüngeren Generation nachkommen können. Diese besetzen auch kurzfristig trendfähige Nischen und wechseln entsprechend zwischen Musikstilen hin und her, wie sich das beispielhaft an den unterschiedlichen Alben von Till Brönner festmachen lässt, der damit einen Weg beschreitet, den in der Vergangenheit in Deutschland schon Musiker wie Helmut Zacharias, Bill Ramsey und andere gingen. Aktuell gibt es bei den jungen Musikern – bedingt durch die konventionellen Ausbildungsprogramme – die Tendenz, unterhaltsamen Jazz zu produzieren. Dadurch erschöpft sich für viele das musikalische Ziel darin, eine Stelle in einer Bigband zu erhalten. Einige Jazzredakteure der öffentlichen Anstalten hegen und pflegen diese Klangkörper und machen sie zum Maßstab des aktuellen Jazzgeschehens. Eine Situation, die an die zu Anfang der 1960er in Westdeutschland erinnert. Dabei wird eine Menge schöpferische Energie gebunden. Bei anderen jungen Musikern hingegen gilt, dass viele gar nicht mehr Jazzmusiker werden, sondern einen Brotberuf ergreifen, „weil sie ihrer Tätigkeit eine andere Bedeutung zumessen, als die eines Berufs zur materiellen Lebenssicherung“. Die über 70-Jährigen sind in einer vergleichsweise guten Position; wer sich ein Leben lang eine internationale Reputation als Jazzmusiker aufgebaut hat, kann auch in Übergangszeiten meistens noch relativ sicher vom eigenen Image zehren und tut sich auch leichter damit, mit neuen Projekten wahrgenommen und auf die Club- oder Festivalbühne eingeladen zu werden. Dagegen werden die Jazzmusiker der mittleren Generation wie Christoph Spendel oder Michael Sagmeister nur erschwert wahrgenommen und leben überwiegend vom Unterrichten (sei es an einer Hochschule oder als privater Lehrer).

Ernst Ulrich Deuker

## Deutsche Jazzstudie 2016
2016 veröffentlichte das Jazzinstitut Darmstadt, die IG Jazz Berlin und die Union Deutscher Jazzmusiker auf Initiative der Bundeskonferenz Jazz eine Studie über die Lebens- und Arbeitsbedingungen deutscher Jazzmusiker von Thomas Renz. Die Basis bildete eine Online-Befragung im Juni 2015, an der 1860 Musiker alle Fragen beantworteten (das waren 40 % der 4663 selbständigen Jazzmusiker, die bei der Künstlersozialkasse gemeldet waren).
70 % der befragten Jazzmusiker verfügen danach über einen Hochschulabschluss. Die finanzielle Situation der meisten Jazzmusiker wurde darin als prekär bezeichnet, und nur wenige konnten vom Jazzmusizieren leben. 50 % hatten ein Gesamtjahreseinkommen unter 12.500 Euro; wenn man nur musikalische Auftritte berücksichtigt, sogar 68 % (16 % verdienten mehr als 30.000 Euro pro Jahr, mit nur musikalischer Tätigkeit aber nur 5 %). Ungefähr die Hälfte der Musiker absolvieren zwischen einem und 25 Liveauftritte im Jahr; ungefähr ein Viertel absolvieren 26 bis 50 im Jahr. Für 70 % stellte Unterrichten einen wesentlichen Teil des Einkommens dar.
Die Hälfte trat weniger als einmal die Woche auf, nur 15 % zweimal und nur 4 % hatten mehr als 100 Auftritte pro Jahr. Eine in der Studie als Einstieg bezeichnete Gage von 250 Euro pro Auftritt und Person wurde in 84 % der Auftritte nicht erreicht. (64 % der Auftritte wurden mit weniger als 150 Euro pro Person vergütet.) Die Gage lag in Großstädten zur Hälfte eher bei 50 Euro pro Person und Auftritt. 66 % der Jazzmusiker traten auch in anderen Musikstilen auf. Die meisten Jazzmusiker lebten in Großstädten (mehr als 500.000 Einwohner, 50 %) oder Mittelstädten (mehr als 100.000 Einwohner, 20 %), die meisten in Berlin und Köln. 80 % der Befragten waren männlich.
Die Studie empfiehlt eine Förderung über die bisherige Kulturförderung hinaus, insbesondere der Spielstätten. Außerdem wird eine stärkere Verankerung in Schulen und Musikschulen empfohlen, wo Jazzmusiker Improvisationsfähigkeit einbringen können und was außerdem für die Vermittlung von Jazz für Jugendliche als wichtig erachtet wird.

## Musikerliste
Die Liste von Jazzmusikern in Deutschland mit den dort aufgeführten Wikipedia-Biographien über einzelne Musiker bildet wichtiges Ausgangsmaterial für diesen Artikel.

## Bücher und Zeitungsartikel
- Rainer Bratfisch (Hrsg.): Freie Töne : die Jazzszene der DDR. Ch. Links, Berlin 2005.
- Martin Breternitz: Jazzklubs und Jazzmusiker in Thüringen 1959–1989. Eigensinn, Aneignung und die Praktiken sozialistischer Kulturpolitik. Peter Lang, Berlin/Bern/Bruxelles/New York/Oxford/Warszawa/Wien 2023, ISBN 978-3-631-89093-6.
- Reimer von Essen (Hrsg.): Talking Hot : Geschichte des traditionellen Jazz in Deutschland. Societäts-Verlag, Frankfurt am Main 2021.
- Bernfried Höhne: Jazz in der DDR: eine Retrospektive. Eisenbletter und Naumann, Frankfurt am Main  1991.
- Ekkehard Jost: Europas Jazz : 1960–1980. Fischer Taschenbuch, Frankfurt am Main 1987.
- Helma Kaldewey:  A People’s Music. Jazz in East Germany, 1945–1990. Cambridge University Press, Cambridge 2019.
- Wolfram Knauer (Hrsg.): Jazz in Deutschland. Darmstädter Beiträge zur Jazzforschung 5. Wolke Verlag, Hofheim 1996.
- Wolfram Knauer: »Play yourself, man!« Die Geschichte des Jazz in Deutschland. Reclam, Stuttgart 2019, ISBN 978-3-15-011227-4.
- Peter Köhler, Konrad Schacht: Die Jazzmusiker: zur Soziologie einer kreativen Randgruppe. Roter-Punkt-Verlag, Freiburg i.Br. 1983, ISBN 3-924209-00-6.
- Horst H. Lange: Jazz in Deutschland : die deutsche Jazz-Chronik bis 1960. 2. Auflage. Olms-Presse, Hildesheim / Zürich / New York 1986.
- Bert Noglik: Jazz im Gespräch. Verlag Neue Musik, Berlin (DDR) 1978; ders.: Swinging DäDäRä. In: Die Zeit. 8. Mai 1992, S. 60.
- Dietrich J. Noll: Zur Improvisation im deutschen Free Jazz : Untersuchungen zur Ästhetik frei improvisierter Klangflächen. Verlag der Musikalienhandlung Wagner, Hamburg 1977.
- Bruno Paulot: Albert Mangelsdorff: Gespräche. Oreos, Waakirchen 1993.
- Thomas Renz: Studie zu Lebens- und Arbeitsbedingungen von Jazzmusikerinnen und Jazzmusikern in Deutschland. 2016.
- Rainer Schulze: Jazzmusiker in Deutschland: „Wir sind Callboys geworden“. In: Frankfurter Allgemeine Zeitung. 1. März 2007.
- Werner Schwörer: Jazzszene Frankfurt: eine musiksoziologische Untersuchung zur Situation anfangs der achtziger Jahre. Schott, Mainz / London / New York / Tokyo 1990.
- Werner Josh Sellhorn: Jazz - DDR - Fakten : Interpreten, Diskographien, Fotos, CD. Berlin Neunplus 1.
- Günter Sommer: Über einige Besonderheiten der Jazzszene der DDR. In: Darmstädter Jazzforum. Nr. 89, Wolke Verlag, Hofheim 1990, S. 120–134.
- Dita von Szadkowski: Grenzüberschreitungen : Jazz und sein musikalisches Umfeld der 80er Jahre. Fischer Taschenbuchverlag, Frankfurt am Main 1986.
- Sabine Westerhoff-Schroer: Jazzmusiker in Deutschland – Existenzbedingungen heute. In: Jazzzeitung. 11/2000, S. 25–26.